# Revue et gazette des théâtres
La Revue et gazette des théâtres (sous-titrée Journal des auteurs, des artistes et des gens du monde, feuille officielle des théâtres de la France et de l'étranger) est un bihebdomadaire français fondé en 1838 et dissous en 1913.

## Histoire
Fondée en 1838 par Achille Denis, elle se scinde le 13 août 1848 lors d'une séance tumultueuse, les anciens membres du comité de rédaction créant alors Le Messager des théâtres et des arts.
Achille Denis, rédacteur en chef, quitte la revue en 1868 pour des motifs personnels.
La revue paraît le jeudi et le dimanche durant 85 ans et s'arrête en 1913.
Emma Bovary y est abonnée dans Madame Bovary.

## Rédacteurs
- Théodore Anne
- Antony Béraud
- Adolphe Botte
- Jean-Jacques-Joseph Debillemont
- Auguste Lireux
- Charles Ménétrier
- Charles Monselet